# 王有蘭

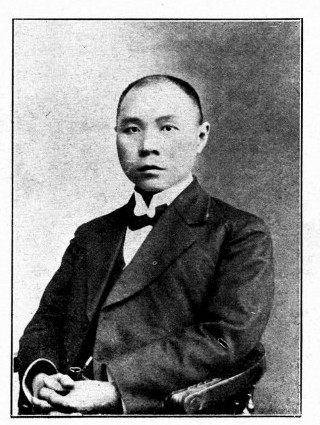
《民国之精华》中的王有蘭照片

王有蘭（1887年—1967年）字孟迪，江西省興國縣埠頭鄉楓林村草坪人。中華民國政治人物。

## 生平

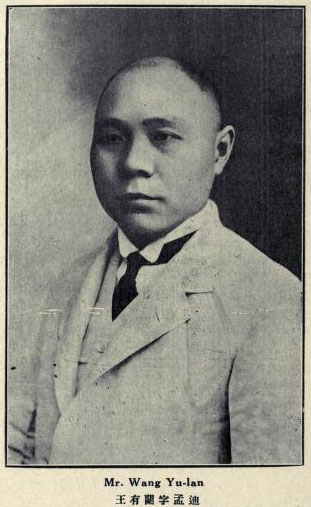
《中国名人录（第三版）》中的王有蘭照片

王有蘭早年讀私塾。弱冠即有文名，詩文及策論皆好。及長，博覽群書，喜涉獵周秦諸子。清末維新思潮興起後，王有蘭致力於新學。
王有蘭自江西高等學堂畢業後，留學日本中央大學法律本科，其間加入中國同盟會。1911年，王有蘭回到中國，任江西都督府參議官，旋派赴南京，任各省都督府代表聯合會江西代表。民國元年（1912年），王有蘭任南京臨時參議院議員。同年，充江西內務司長，兼交通司長。民國二年（1913年），當選中華民國第一屆國會眾議院議員。民國三年（1914年）赴歐洲各國考察政治（一說，民國二年他參加了二次革命，革命失敗後流亡南洋）。民國四年（1915年），王有蘭回到中國（一說回國時間為1916年），參加護國運動。民國五年（1916年），革命軍政府成立，王有蘭充軍務院軍事參議、雲南護國第二軍參議兼嶺南道尹。
1916年袁世凱去世後，國會恢復，王有蘭重任國會眾議員。1917年王有蘭參加在廣州舉行的廣州國會非常會議。1919年，他擔任雲南省昆明市政公所督辦。1935年，王有蘭擔任江西省第四區（贛州）行政督察專員。1937年9月，王有蘭任江西省第一區行政督察專員兼保安司令。1939年，王有蘭被選為江西省臨時參議會副議長。1949年，王有蘭去台灣。
1967年，王有蘭逝世。